# Henri de Fitz-James
Pour les articles homonymes, voir Fitz-James (homonymie).
Henri Fitz-James   (né le 8 septembre 1711 - mort en 1731)  comte de Fitz-James.
Henri Fitz-James est le 4e fils du duc de Berwick Jacques Fitz-James, et le frère de Jacques Fitz-James. Il est colonel du régiment de Berwick Irlandais infanterie et il succède à son frère en octobre 1721 et devient le 38e Gouverneur du Limousin. Fonction  qu'il cède le 28 décembre 1729 à son frère cadet Charles de Fitz-James 4e duc pair de Fitz-James.